# وقف الحقوق الفكرية

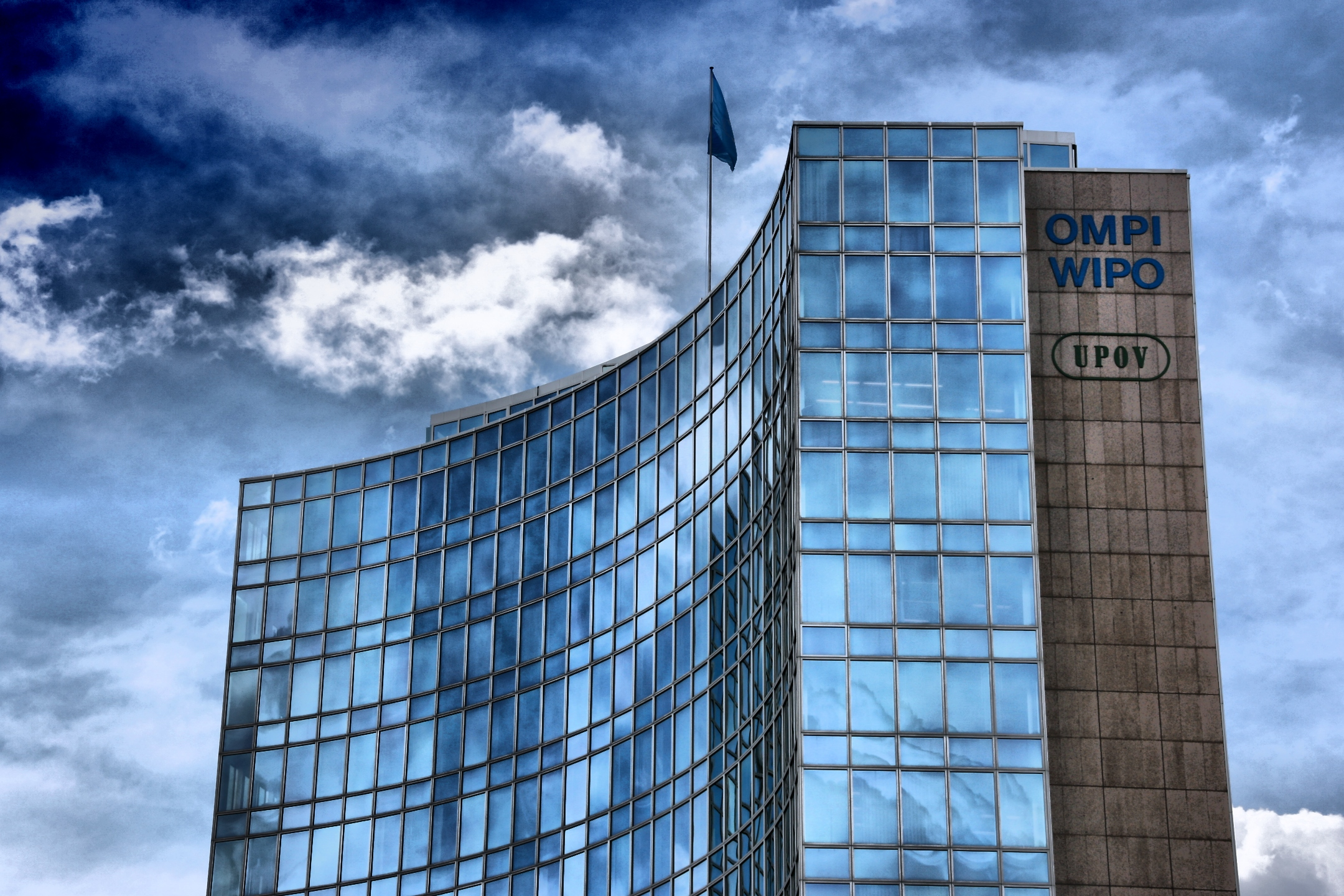
المنظمة العالمية للملكية الفكرية

وقف الحقوق الفكرية مصطلح يعني حق الإنسان فيما جاد به عقله أدبياً ومالياً، ووقف هذا الحق و وتخصيص منافعه لأعمال البر والخير، فالملكية الفكرية حق من الحقوق وليست ملكاً كملكية الأشياء المادية، وتعتبر المعرفة العلمية أهم ما ينتجه الإنسان كرأس مال فكري، وأهم مقومات نمو الاقتصاد العالمي، وعلى الرغم أن التكنولوجيا؛ لعبت دوراً في إدارة المعرفة العلمية إنتاجاً ونشراً وتسويقاً وتداولاً على المستوى العالمي؛ إلا إن التطور التكنولوجي جعل رأس المال المعرفي وحقوق الملكية الفكرية أكثر عرضة للسطو عليها واستغلال شهرتها، ويعد وقف الحقوق الفكرية وتسبيل منافعها، أحد المفاهيم لحماية حقوق الملكية الفكرية وتنميتها وتطويرها واستثمارها بما يعود بالنفع على أصحابه أفراداً كانوا (كالباحثين والمؤلفين) أو مؤسسات كالمراكز والمكتبات العلمية والبحثية، وبدأت تظهر فكرة وقف هذه الحقوق وتخصيص منافعها للبر وأعمال الخير.

## مفهوم وقف الحقوق الفكرية
هو كل نوع من الحقوق من نتاج الفكر، متمثل على هيئة معنوية غير محسوسة، ويثبت لصاحبه الحق الفكري وينسبه إليه، ويعطيه إحتكار إستغلاله كثمرة، ولأن الحقوق الفكرية تنتقل في ملكيتها إلى الورثة؛ فإن الحقوق المالية لها قابلة للإنتقال كلياً أو جزئياً؛ بالإرث أو بأي تصرف نظامي آخر، ومن سمات الإنتاج الذهني العالمية فلا يقف حبيس دولة، بل يميل إلى الشيوع مما أدى إلى تنظيم وقف حقوق الملكية الفكرية قانوناً على الصعيدين الوطني والدولي، ويعرفه الباحثون أنه أحد أوجه التطبيقات العملية لما يسمى بوقف الحقوق الذي يجيزه الفقه، وآلية من آليات حماية الملكية الفكرية من ناحية شرعية، ولأن الحقوق الفكرية تمكن مالك الحق من الاستفادة من عمله، ومنع الأخرين منه دون الحصول على إذن مسبق، فله أن يوقف حقوق ملكيته الفكرية، وفق التنظيمات الخاصة بها.

## أنواع وقف الحقوق الفكرية
- الوقف المؤقت لحقوق الملكية الفكرية.
- الوقف المؤبد لحقوق الملكية الفكرية.[7]

## مشروعية وقف الحقوق الفكرية
تعد الملكية الفكرية أحد أنواع الحقوق المالية، ولا تندرج تحت الحقوق (العينية والشخصية)؛ حيث تختلف بأن لها جانبين هما:
- الجانب المعنوي (الحق الأدبي).
- الجانب المالي (الحقوق المادية).[4]

يصح وقف حقوق الملكية الفكرية وإن كانت مؤقتة، وبيان توافق طبيعة حقوق الملكية الفكرية مع شروط الوقف؛ يصل بنا إلى أن اشتراط التأبيد في الموقوف عليه ليس له أثر، لأن الحق الفكري يؤول إلى الملك العام وليس على صاحبه، فتبين توافق طبيعة حقوق الملكية الفكرية مع الشروط الواردة في الوقف إذا كان هذا الحق الفكري مالا متقوما، معلوماً، مملوكاً للواقف ملكاً تاماً، حتى وإن كان مؤقتاً أو منقولاً.
ويمكن وقف الحق المالي في حقوق الملكية الفكرية عن طريق الوقف المؤبد، ولكن ذلك يتعارض وفكرة تأقيت الحق المالي للملكية الفكرية، من كون الحق المالي بعد إنقضاء مدة الحماية القانونية أو عند انقطاع الورثة أو عدم وجود أي خلق لصاحب الحق الفكري قبل إنقضاء مدة الحماية؛ فيؤول إلى الملكية العامة، ويمكن أن يكون وقف الحق المالي مؤبداً وهو بعد انتهاء مدة الحماية سيؤول حكماً إلى الملكية العامة التي تتيح لأي شخص استعمال هذا الحق المالي الذي يفترض أنه تم وقفه، وبالتالي فإن ما يناسب هذا الحقوق هو الوقف المؤقت، وبموجبه يتم ربط الوقف بأجل زمني محدد وهو المدة القانونية التي يتمتع صاحب الحق الفكري خلالها بالحماية القانونية، بحيث ينتهي الوقف بانتهاء هذا الأجل، لذا يرى بعض القانونيين المتخصصين إلى أن العبرة في إجازة أو عدم إجازة وقف الحق الفكري، هي الإنتفاع، فما يجوز الإنتفاع به يجوز وقفه، وما لا ينتفع به لا يعد مالاً، ولا يجوز وقفه، بحيث يتم تسبيل الحق المالي الناتج عن حقوق الملكية الفكرية خلال مدة الحماية القانونية. 
وسواء نص تعريف الوقف عند الفقهاء أو لم ينص صراحة على وقف الملكية الفكرية، إلا أنه يتسع ليشمل الملكية الفكرية، وحسم مجمع الفقه الإسلامي الدولي هذا الأمر في دورته التاسعة عشرة في إمارة الشارقة بدولة الإمارات العربية المتحدة عام 2009م، حيث قرر:
جواز وقف الحقوق المعنوية، كما سبق أن اعتبر المجمع في مؤتمره الخامس بالكويت عام 1988م حقوق الملكية الفكرية من الحقوق المعنوية، كما اعترفت مختلف دول العالم عبر هيئاتها الشرعية المختصة بحقوق الملكية الفكرية الموقوفة، معتبرة الحقوق المعنـويـة لمجالات الملكيـة الفكريـة حقوقًا استئثارية ودائمة لمن توصل إليها، ولا تقبل التصرف فيها، ولا التنازل عنها، ولا تتأثر بمنح أي ترخيص تعاقدي أو إجباري أو بأي وجه من وجوه منح الحقوق المالية للغير، ولا تسقـط بالتقـادم.

## أهمية وقف الحقوق الفكرية
تعتبر حقوق الملكية الفكرية مصدراً مهماً لبناء اقتصاد الدول؛ كما أن التبرع بهذه الحقوق أو وقفها يساهم في علاج كثير من القضايا المتعلقة بالصحة والتعليم والأبحاث، وقد مثل الوقف العلمي ركيزة من ركائز التطور الحضاري في التاريخ الاسلامي، حيث يستفيد من أوقاف المؤلف لمصنفه، مختلف المؤسسات العلمية، ونتيجة للتطور في حقوق الملكية الفكرية في ظل تطور وسائل الإتصالات الحديثة؛ فقد بدأت تظهر فكرة وقف هذه الحقوق وتخصيص منافعها للبر وأعمال الخير.
ويعد وقف الكتب والمكتبات من مآثر الحضارة الاسلامية، إذ أصبحت بعض المكتبات الوقفية مؤسسات علمية ثقافية معنية بنشر المعرفة منذ قرون، ما يعني أن الوقف العلمي قد مثل ركيزة من ركائز التطور الحضاري، حيث يستفيد من أوقاف المؤلف لمصنفه الفكري والإبداعي مختلف المؤسسات العلمية.
ولمكانة ودور الحقوق الفكرية الموقوفة وغير الموقوفة في التنمية الاقتصادية والإنسانية والاجتماعية والعلمية؛ فقد حظيت بأهمية بالغة في عصر التكنولوجيا والتواصل الحضاري والإنساني بين الأمم والشعوب ويتنامى هذا الاهتمام يوما بعد يوم رعاية للإبداع والمبدعين وحفاظا على حقوقهم وثمرات إنتاجهم الفكري عن طريق حماية هذه حقوقهم الفكرية قانونياً من أي اعتداء أو سطو.
وعلى ضوء ذلك فإن حماية حقوق الملكية الفكرية تفرض أن يتم الاستثمار في هذه الحقوق الفكرية الوقفية باعتباره حق إستئثاري ومؤقت، لضمان الحفاظ على هذه الوقفيات وحمايتها من الاعتداء والسطو.

## حماية الحقوق الفكرية الوقفية
بسبب توفر الإنترنت واتصال الحواسيب عبر العالم ببعضها البعض؛ أصبح تداول المعرفة والأفكار في متناول الجميع، ونتيجة لذلك فإن الحقوق الفكرية أضحت معرضة لخطر الاعتداء أكثر من أي وقت مضى.
ولأهمية حقوق الملكية الفكرية الموقوفة وغير الموقوفة؛ كعامل تنموي فقد خضعت هذه الحقوق، للعديد من المراجعات القانونية لإصدار أنظمة تحمي حقوق أصحابها، وتنظم ممارسة سلطاتهم الشرعية في هذه الحقوق كالتصرف والاستثمار أو وقفها، حيث خصصت التشريعات الدولية والوطنية نظم ووسائل فاعلة لحماية حقوق الفكرية لتحفظ لصاحبه الحق المعنوي والمادي وتشعره بالأمان الذي يدفعه دائما نحو المزيد من الفكر والإبداع.
ولذلك يعد القضاء الوسيلة الأهم والأقوى لضمان حماية وقف الحقوق الفكرية من أي اعتداء، حيث يفوق دور القضاء أحيانا أهمية وجود النص التشريعي نفسه الذي يقرر ويعترف بالحق؛ فوجود قضاء جيد مع عدم وجود نص تشريعي خاص يحمي حقوق الملكية الفكرية يعطي نتائج أفضل على صعيد الحماية من وجود قضاء وأجهزة ملحقة به غير مؤهلة، ولو توفر لها النصوص التشريعية التي تحمي حق الملكية الفكرية، فالقضاء الكفؤ يمكن أن يستند على المبادئ العامة للقانون المدني وقواعد العدالة من أجل حماية حق الملكية الفكرية.
وتأمين حماية فعالة لحقوق الملكية الفكرية الموقوفة تقوم على ركنين أساسيين هما:
- تأمين القوانين الحديثة التي تعترف بهذه الحقوق وتنظمها.
- تأمين الإنفاذ الفعال لهذه الحقوق لصالح أصحابها عن طريق تطبيق القوانين الموضوعية من قبل الأجهزة القضائية والأجهزة المعنية الأخرى.

ونظراً لتعاظم أهمية ومكانة الأصول المعرفية والعلمية كحقوق فكرية؛ لا سيما عندما تكن هذه الحقوق موقوفة للإنتفاع؛ فقد تزايدت الجهود الدولية من أجل حماية الحقوق الفكرية الوقفية وغير الوقفية، حيث تعمل المنظمة العالمية للملكية الفكرية في ظل منظومة الوكالات المتخصصة التابعة للأمم المتحدة باعتبارها منتدى يتيح للدول الأعضاء إرساء القواعد والممارسات التي تحمي حقوق الملكية الفكرية وتنسيقها، كما أنها تقوم بتوفير المعلومات بشأن الملكية الفكرية ووسائل التوعية لجميع فئات الشعب، بهدف ضمان الاعتراف بمنافعها وفهمها على نحو جيد ونفاذ الجميع إليها؛ ولهذا فإن من أهم المنظمات الدولية التي ظهرت في هذا المجال، نجد المنظمة العالمية للملكية الفكرية المعروفة اختصاراً باسم "الويبو" حيث أصبحت الجهة الدولية الوحيدة التي تدير سائر اتفاقيات الملكية الفكرية.
وعملت هذه المنظمة على إرساء عدة أنظمة لحماية حقوق الملكية الفكرية الوقفية وغير الوقفية، منها توقيع إتفاقية الجوانب المتصلة بالتجارة من حقوق الملكية الفكرية ("تريبس") والتي تعتبر إحدى الاتفاقيات الرئيسية التي تديرها منظمة التجارة العالمية، حتى ظهور هذه الاتفاقية عام 1994م، كانت معظم الجهود الدولية في هذا المجال والاتفاقيات الناجمة عنها تركز على القواعد والمعايير الموضوعية لحق المؤلف وغيره من حقوق الملكية الفكرية.

## مستويات وقف الحقوق الفكرية
تتأطر حقوق الملكية الفكرية، كحقوق يمكن وقفها، بثلاثة مستويات من الحقوق هي:

### الحق الأدبي للمؤلف
حيث يمكن للمؤلف أن يوقف ملكيته الفكرية لحقه الأدبي، من خلال واحدة أو أكثر من الصور الوقفية الفكرية التالية:
- وقف الحق في النشر.
- وقف الحق في الأبوة (أي التنازل للوقف بحقه في نسبة الإنتاج الفكري اليه).
- وقف الحق في إحترام وسلامة العمل والتعديل عليه مستقبلاً.
- وقف الحق المادي؛ حيث يمكن للمؤلف أن يوقف ملكيته الفكرية لحقه المادي؛ من خلال واحدة أو أكثر من الصور الوقفية الفكرية التالية:

1. وقف الحق في استعمال الإنتاج الفكري استعمالاً مادياً.
2. وقف الحق في استغلال الإنتاج الفكري استغلالاً مادياً (استثماره).
3. وقف الحق في التصرف في الإنتاج الفكري (بيعه أو نقله أو مبادلته.. الخ).

ولهذا فوقف الحقوق الفكرية، في إطار اعتبارات الحق تكون على مستويين كما يلي:
- حقوق الملكية الفكرية باعتبار صاحب الحق إلى  أصناف أهمها:
  1. حقوق تقبل الإسقاط أو لا تقبل الإسقاط.
  2. حقوق تورث، حقوق لا تورث.
- حقوق باعتبار محل الحق، وتشمل الأنواع التالية:
  1. مالية وحقوق غير مالية.
  2. حقوق شخصية حقوق عينية.
  3. حقوق مجردة أو غير مجردة.

وحدد الفقه القانوني لوقف الحقوق الفكرية مستويين رئيسيين، وهما:
- الحق الأدبي (المعنوي): وهو الحق المتعلق بالملكية الفكرية كحق النشر وحق النسبة للمؤلف أو ما يسمى حق الأبوة، وحق سلامة النص الأدبي من أي تعديل؛ وجميعها حقوق لا يمكن التصرف فيها بنقل ملكيتها للغير مهما كان السبب في ذلك، أو تغيير اسم الناشر أو اسم شخصية المؤلف؛ وعلة هذه القيود هي أن هذا الفعل لو تم فهو يعد تدليساً والتدليس محرماً بالإجماع.[17]
- ثانياً: الحق المالي: وهي الحقوق العينية المشتملة السلطة الثلاث (حق التصرف، والاستعمال، والاستثمار)، يمكن وقفها شرعاً باعتبارها تمثل الملك التام الذي يمكن وقفه أصالة،[4] حيث يخول الحق المالي لمالك الحق الفكري، السلطات المتمثلة في:[2]

1. وقف سلطة التصرف في الحق المالي عن الملكية الفكرية.
2. وقف سلطة الاستعمال للحق المالي عن الملكية الفكرية.
3. وقف سلطة إستغلال (إستثمار) الحق الفكري في الكسب المشروع.

## الشروط اللازمة لوقف حقوق الملكية
- الشروط العامة لتوثيق وقف حقوق الملكية الفكرية، وتتمثل أبرزها في الاتي:

1. التسجيل: ولكل نوع من أنواع أصول الملكية الفكرية وحقوقها جهة متخصصة بتسجيلها لتثبيت ملكية حقوقه الفكرية لصاحبها.
2. الإيداع: حيث يمكن تطوير فكرة الإيداع واستغلالها لمصلحة إشهار وقف الحق الفكري لتوثيق أصول أموال الوقف الفكرية، وإدارة عوائدها المالية.[7]

- الشروط الخاصة لتوثيق وقف حقوق الملكية الفكرية، ويشمل الشروط التالية:

1. تخصيص وقف حقوق الملكية الفكرية: فعلى صاحب الحق الفكري أن يحدد التصرف القانوني المنشئ للوقف بالتفصيل، حيث يجب أن يكون محل الوقف الفكري عند وقفه معيناً تعييناً نافياً للجهالة، وإلا كان تصرف الوقف فيه باطلاً لافتقار شرط التعيين، وبالتالي لا يجوز لصاحب الحق الفكري وقف جميع إنتاجه الفكري المستقبلي دون تعيين لهذه الحقوق، وسبب البطلان هو عدم تعيين المحل، وعدم جواز التعامل بالتركة المستقبلية لشخص على قيد الحياة وهل كان ذلك برضاه، فالإنتاج الفكري المستقبلي يتصل بشخص صاحب الحق الفكري وهو من حقوق الشخصية التي لا تقبل التصرف.[18]
2. الاشهاد الرسمي أمام المحكمة: حيث يشترط صحة وقف الحق الفكري أن يتم وقفه بإشهاد رسمي لدى المحكمة وفقاً للأحكام الشرعية، بحيث يتم إصدار ما يسمى بحجة الوقف التي يكون لها حجية الحكم القضائي، ومقتضى ذلك أن وقف حقوق الملكية الفكرية لا ينتج أثره إلا باتباع هذه الشكلية القانونية التي تشكل في مجموعها إشهاراً لوقف حقوق الملكية الفكرية، بهدف العلانية للوقف حماية للغير، ووسيلة للاحتجاج بالحق العيني المتفرع عن الحق الفكري الوقفي على الغير.[19][7]

## صور الحقوق الفكرية التي يمكن وقفها
- وقف المؤلفات كالكتب، والمخطوطات، والأبحاث والدراسات العلمية... الخ.
- وقف الأعمال الإبداعية كالإنتاجات الفنية ذات القيمة المالية.
- وقف الإبتكارات العلمية (مثل صيغ صناعات تراكيب دوائية جديدة وما شابه ذلك).
- وقف الإختراعات (براءات الإختراع) كالأجهزة والآلات الميكانيكية.
- وقف العلامة التجارية المشهورة كالموديلات والأسماء والتصاميم الفنية.
- وقف المصنفات المشتركة والجماعية كالموسوعات والمعاجم والقواميس وغيرها.[10]

## وقف الحقوق الناتجـة بواسطة الذكاء الاصطناعي
وهذه الحقوق تتمتع بالحماية متى كان إسهام الشخص بارزًا فيها، وأنه يعد مالكًا للملكية الفكرية الناتجة بواسطة الذكاء الصناعي، ولهذا ساهمت التكنولوجيا الحديثة كرأس مال معنوي؛ في وجود عدة صور للحقوق الفكرية التي يمكن وقفها؛ أهمها ما يلي:
1. وقف الصوت في تلاوة القران: (المسجل رقمياً على اسطوانات أو كاسيتات).[20]
2. وقف المواقع الالكترونية: ويأتي هذا النوع نتيجة التطور في تقنية الاتصال الحديثة.
3. وقف برامج الحاسوب الإلكترونية: وهي تطبيقات وأنظمة برمجية للمعلومات والبيانات التي تم تصميمها بلغة الحاسوب.[21]
4. وقف الأموال الرقمية: وهي الأشياء التي توجد للشخص في البيئة الرقمية الإلكترونية مثل المواقع الإلكترونية والتطبيقات والسلع الإلكترونية، مثل قنوات اليوتيوب وغيرها.[21]

## وصلات خارجية
- وقف حقوق الملكية الفكرية

- وقف حقوق الملكية الفكرية في التشريع الأردني
- وقف حقوق الملكية الفكرية وفقا للأنظمة السعودية| - ع - ن - ت ملكية شخصية                                                                                        | - ع - ن - ت ملكية شخصية                                                                                                                                                                                                                                                                                                                                                                                                                                                                                                                  |
| --- | --- |
| حسب المالك | - أرض جماعية - ممتلكات عامة - جمعية تعاونية - ملكية في الأرض - ملكية خاصة - ممتلكات عامة - ممتلكات الدولة - أرض التاج |
| حسب الطبيعة | - أرض مسورة - ممتلكات غير ملموسة - ملكية فكرية - الملكية الفكرية للسكان الأصليين - ممتلكات منقول - الممتلكات المادية - ممتلكات غير منقولة - عقار (قانون) |
| مشاعات عامة | - أرض مشتركة - موارد مشتركة - المشاع الرقمي (اقتصاد) [الإنجليزية]‏ - مشاعات عالمية - المعرفة المشاعية [الإنجليزية] - مشاعات المعرفة |
| نظرية | - مجموعة الحقوق - سلعة أساسية - الصالح العام [الإنجليزية]‏ - الملكية المشتركة - استبعاد - نظرية الحيازة الأولى للملكية [الإنجليزية]‏ - التملك بالاستيلاء - مشكلة الراكب بالمجان - نظرية الألعاب - جورجية (اقتصاد) - اقتصاد مجاني - نظرية العمل للملكية - Law of rent - السعي وراء الريع - نهب قانوني - حقوق طبيعية وحقوق قانونية - ملكية - الملكية المشتركة - أرض عرفية - ملكية الذات - ممتلكات الدولة - حقوق الملكية (الاقتصاد) - حقوق الملكية للنساء - الحق في الملكية - التنافس (اقتصاد) - تراجيديا المشاع - تراجيديا الموارد المتقاسمة |
| تطبيقات | \| - أسيكويا - إجيدو(أرض زراعية) - أنواع الغابات - إرث - حيازة الأراضي - قانون الملكية - حق ارتفاق - عقار (قانون) \| \| \| حقوق \| - حقوق الهواء - منطقة اقتصادية خالصة - قانون القبائل المُجَدولة وسكان الغابات التقليديين الآخرين (الاعتراف بحقوق الغابات)، 2006 - الحق العام في التجول - حقوق الرعي - صيد - قانون الأرض - عنوان السكان الأصليين - حقوق الأرض للشعوب الأصلية - استيطان عشوائي - الحقوق الساحلية - الحقوق المعدنية - حق المرور - حق المياه - الحقوق النهرية \|                                                            |
| نزع الملكية وإعادة التوزيع                                                                                     | - تنقيب حيوي - التنظيم الجماعي في الاتحاد السوفييتي - نزع الملكية للمنفعة العامة - تسييج - طرد - تأميم - الفرهود - تهجير - نزوح السكان - صيد غير قانوني، غير مبلغ عنه، غير منظم - قطع الأشجار المحظور - إصلاح زراعي - نهب قانوني - قرصنة - صيد غير قانوني - تراكم أولي لرأس المال - خصخصة - اللوائح التنظيمية - عبودية - شراء العروس - الاتجار بالبشر - اتجار زوجي - بيع الزوج - بيع الزوجة - عبودية الأجر - ضريبة - ميراث - ضريبة الرؤوس - تصاعدية - ضريبة الأملاك - سرقة                                                               |
| العلماء (مفتاح العمل)                                                                                          | - فردريك باستيا - رونالد كوس - هنري جورج - غاريت هاردين - ديفيد هارفي - جون لوك - رسالتان في الحكم المدني - كارل ماركس - مرسيل موس - جون ستيوارت مل - إلينور أوستروم - كارل بولاني - بيير جوزيف برودون - دافيد ريكاردو - موراي روثبورد - جان جاك روسو - العقد الاجتماعي (كتاب) - آدم سميث - ثروة الأمم |
| - أسيكويا - إجيدو(أرض زراعية) - أنواع الغابات - إرث - حيازة الأراضي - قانون الملكية - حق ارتفاق - عقار (قانون) | |
| حقوق | - حقوق الهواء - منطقة اقتصادية خالصة - قانون القبائل المُجَدولة وسكان الغابات التقليديين الآخرين (الاعتراف بحقوق الغابات)، 2006 - الحق العام في التجول - حقوق الرعي - صيد - قانون الأرض - عنوان السكان الأصليين - حقوق الأرض للشعوب الأصلية - استيطان عشوائي - الحقوق الساحلية - الحقوق المعدنية - حق المرور - حق المياه - الحقوق النهرية || - ع - ن - ت نشاط ملكية فكرية | - ع - ن - ت نشاط ملكية فكرية |
| ---------------------------- | --- |
| قضايا ونقاشات                | - انتهاك حقوق الطبع والنشر - إدارة الحقوق الرقمية - Gripe site - ملكية فكرية - الجوانب القانونية لتبادل الملفات - المزج - videos - music - قرصنة الموسيقى - براءة الاختراع - ملكية عامة - Software patent debate - تصيد براءات الاختراع |
| مفاهيم                       | - كافة الحقوق محفوظة - نظام تعويض البديل - إشعار مكافحة حقوق الطبع والنشر - نماذج الأعمال التجارية لبرمجيات المصدر المفتوح - حقوق متروكة - الإستخدام التجاري للأعمال الحقوق المتروكة - إنتاج ندي مبني على مشاع - محتوى حر - رخصة برمجيات حرة - Infoanarchism - مواقع تحررية - محتوى مفتوح - تصميم مفتوح - نموذج موسيقى مفتوح - براءة الأختراع المفتوح - عتاد مفتوح المصدر - برمجيات مفتوحة المصدر - Share-alike - فيديو حسب الطلب |
| حركات                        | - حركة الوصول إلى المعرفة - نقد حقوق الملكية - حماية البيئة الثقافية - ثقافة حرة - حركة البرمجيات الحرة |
| منظمات                       | - تحالف حقوق الطبع والنشر - المشاع الإبداعي - مؤسسة الجبهة الإلكترونية - مؤسسة البرمجيات الحرة - مجموعة الحقوق المفتوحة - منظمة لتحويل الأعمال - ذا بايرت بي - Piratbyrån - حزب القراصنة - الطلاب للثقافة الحرة |
| أشخاص                        | - ريتشارد فالكفنج - لورانس ليسيج - ريتشارد ستولمن - بيتر سوند |
| أفلام وثائقية                | - سرقة هذا الفيلم (2006, 2007) - نسخة جيدة نسخة سيئة (2007) - [[RiP!: A Remix Manifesto (2008)\|RiP!: A Remix Manifesto (2008)]] [لغات أخرى]‏ - خليج القراصنة: بعيدا عن لوحة المفاتيح |